# スズメフクロウ

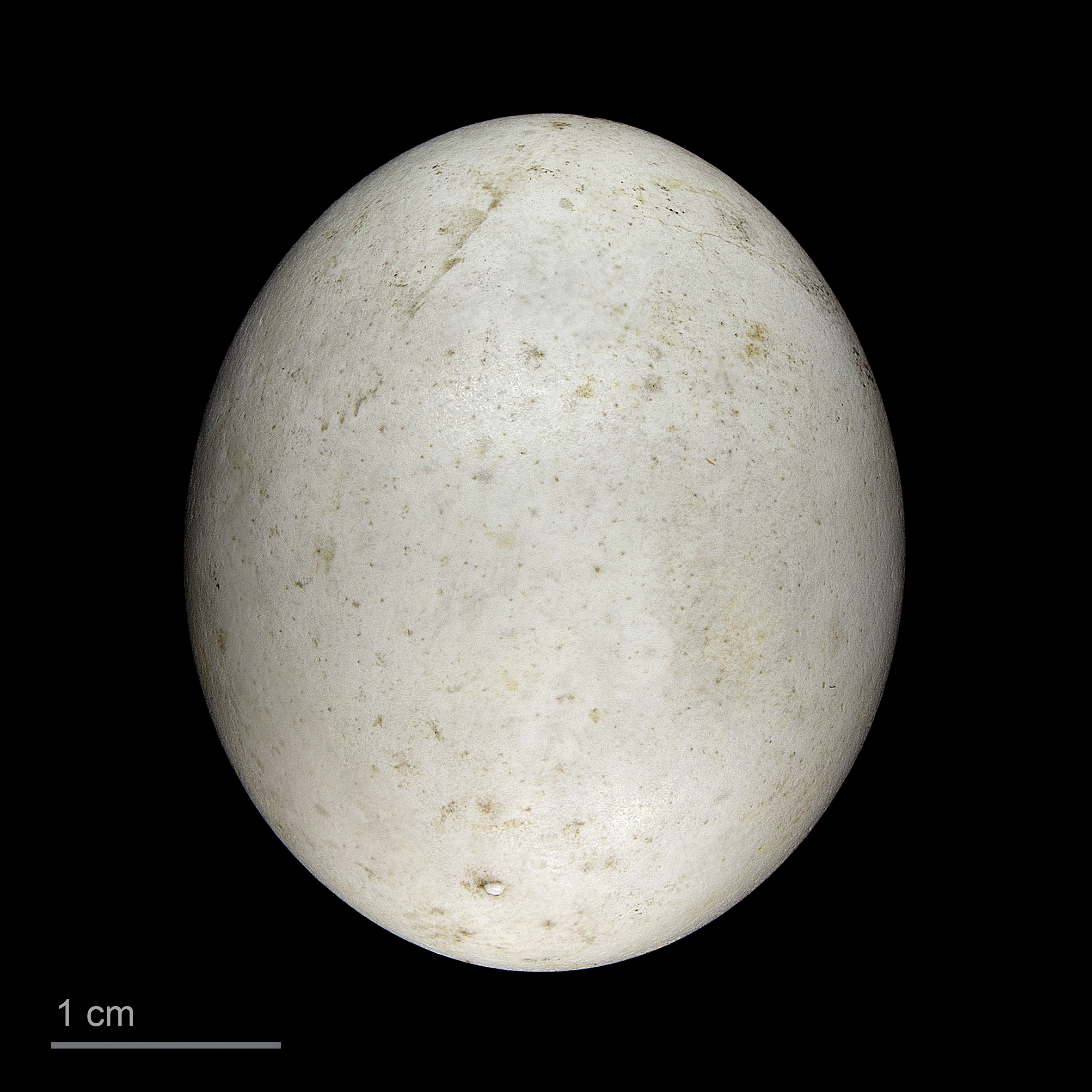
Glaucidium passerinum

スズメフクロウ（雀梟、学名：Glaucidium passerinum）は、フクロウ目フクロウ科に分類される鳥類の一種。
ヨーロッパで最も小さなフクロウ目の鳥である。

## 分布
北・中央ヨーロッパからシベリアにかけてのタイガ地帯の縁に生息し、しばしばアカゲラなどのキツツキが作った木の幹にある古い穴を巣として使う。
定住性の鳥で、成鳥は一年中同じ場所で暮らす。例外は厳しい冬の間で、この時は南に移動することもある。幼鳥は秋から冬にかけてつねに南へ渡る。

## 形態
赤褐色から茶褐色で斑点があり、首の後ろには白い輪の模様がある。

## 生態
自分と同じ大きさほどもある鳥やネズミなどの哺乳類を捕食することもある。狩りは、真夜中にはあまり行わず、夜明けや夕方、また日中にも行う。